# International Software Testing Qualifications Board
La Junta Internacional de qualificacions per a proves de software (International Software Testing Qualification Board en anglès), coneguda per les sigles ISTQB, és una organització que opera a nivell internacional dedicada a certificar la qualificació de proves de programari (software testing). És una ONG creada a Edimburg el novembre del 2002 i registrada a Bèlgica.
El certificat de provador de software ISTQB és un examen estandarditzat per a provadors de software. La certificació és concedida per la mateixa ISTQB. Els exàmens estan basats en un pla d'estudi, i existeix una jerarquia de qualificacions i pautes per a l'acreditació i l'examen. ISTQB és una organització de qualificació i certificació de prova de software que té més de 500.000 certificacions emeses. ISTQB està format per una junta de 57 membres a nivell mundial que representen a 81 països (Dades del maig del 2017).

## Catàleg de productes
Actualment, el catàleg de productes de ISTQB segueix una estructura de matriu caracteritzada per:
Nivells que identifica el progressiu increment d'objectius d'aprenentatge:
- Nivell inicial (Foundation).
- Avançat.
- Expert.

Fluxos que identifiquen grups de mòduls de certificació:
- Nucli (Core).
- Àgil.
- Especialista.

|         | Nucli | Àgil | Especialista |
| ------- | ----- | ---- | ------------ |
| Inicial | X     | X    | X            |
| Avançat | X     | X    | X            |
| Expert  | X     |      |              |

Aquests 3 mòduls de certificació se centren en:
Nucli (Core): aquests mòduls corresponen a les certificacions ISTQB «històriques» i són:
- Cobreix el tema de prova de software de forma àmplia, de manera horitzontal.
- Són vàlides per a moltes tecnologies / metodologies / domini d'aplicacions.
- Permeten un enteniment comú.

Àgil: Aquests mòduls aborden les pràctiques de prova específiques per a un SDLC àgil (SDLC=Software Development Life Cycle= Cicle de vida del desenvolupament de software).
Especialista: Aquests mòduls són nous al catàleg de productes d'ISTQB i aborden temes específics d'una manera vertical:
- Poden abordar característiques de qualitat específiques (per exemple, ISO 9126, usabilitat, seguretat, rendiment, etc.).
- Poden abordar tecnologies que impliquen distintes orientacions de proves específiques (per exemple, proves basades en models, proves mòbils, etc.).
- També es poden relacionar amb activitats de proves específiques (per exemple, automatització de proves, gestió de mètriques de prova, etc.).

## Contingut dels exàmens
L'examen ISTQB és teòric i requereix coneixements de desenvolupador de programari, especialment al camp del software testing.
Els diferents exàmens de Nivell Avançat són més pràctics i requereixen un coneixement més profund en àrees especials. El líder dels provadors de programari s'ocupa de la planificació i el control del procés de prova. Les competències d'un provador analista, entre altres coses, són les revisions i els mètodes de prova de la caixa negra. L'analista de proves tècniques inclou proves de components (també anomenades proves unitàries) que requereixen coneixements de les proves de caixa blanca i mètodes de prova no funcionals. Aquesta secció també inclou eines de prova.

## Precondicions prèvies entre certificacions
Les precondicions es relacionen amb els exàmens de certificació i proporcionen una progressió natural a través de l'esquema ISTQB que ajuda a les persones a escollir el certificat més adient i els informa sobre el que necessiten saber.
El nivell bàsic d'ISTQB és un requisit imprescindible per als altres nivells superiors.
Qualsevol especialista de nivell avançat o un mòdul especialista del nivell expert que estigui vinculat a un mòdul d'especialista de nivell inferior requeriran les certificacions en el nivell inferior.
Els mòduls del nivell expert requeriran les certificacions en el nivell avançat corresponent.
Qualsevol mòdul d'especialista de nivell avançat que no estigui vinculat a un mòdul d'especialista de nivell inferior requerirà el nucli de fonaments com a condició prèvia.
Aquestes normes es representen des d'un punt de vista gràfic al mapa de la cartera de productes ISTQB.

## Examen
Als nivells inicial i avançat els exàmens són de tipus test, en el que per a cada pregunta s'ofereixen distintes respostes. Als nivells inicial i avançat la certificació és de per vida i no hi ha requisits per a la recerfiticació. L'ISTQB és responsable de la qualitat i l'auditoria de l'examen.